# Proechimys gardneri
Proechimys gardneri е вид бозайник от семейство Бодливи плъхове (Echimyidae).

## Разпространение
Видът е разпространен в Боливия и Бразилия.